# ファブリアーノ
ファブリアーノ（伊: Fabriano）は、イタリア共和国マルケ州アンコーナ県にある都市で、その周辺地域を含む人口約29,000人の基礎自治体（コムーネ）。
製紙の町として知られる。高級紙製品で有名な製紙会社ファブリアーノ (it:Cartiere Miliani Fabriano) の本社が置かれており、同社の企業城下町となっている。

## 地理

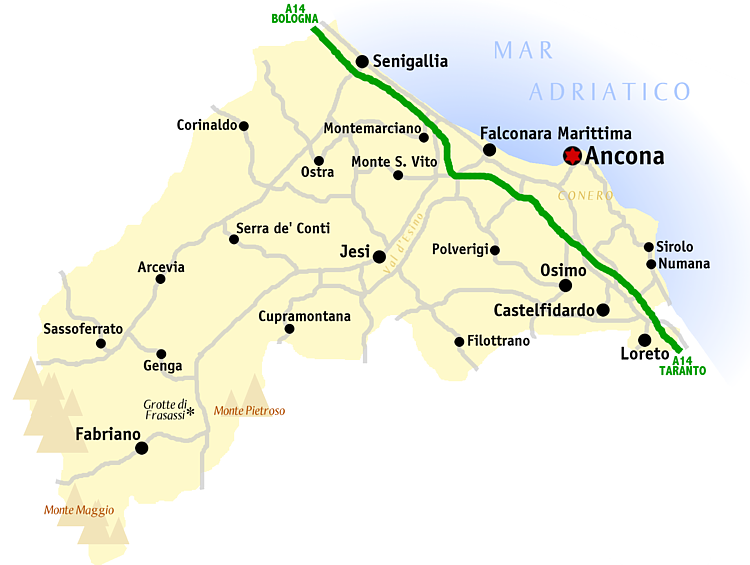
アンコーナ県概略図

### 位置・広がり
アンコーナ県南西部に位置するコムーネ。マチェラータから西へ45km、ペルージャから東北東へ49km、県都・州都アンコーナから西南西へ58km、ペーザロから南へ63kmの距離にある。

#### 隣接コムーネ
隣接するコムーネは以下のとおり。括弧内のPGはペルージャ県、MCはマチェラータ県所属を示す。
| - チェッレート・デージ - コスタッチャーロ (PG) - エザナトーリア (MC) - フィウミナータ (MC) - フォッサート・ディ・ヴィーコ (PG) - ジェンガ - グアルド・タディーノ (PG) - マテーリカ (MC) - ノチェーラ・ウンブラ (PG) - ポッジョ・サン・ヴィチーノ (MC) - サッソフェッラート - セッラ・サン・クイーリコ - シジッロ (PG) |

### 気候分類・地震分類
ファブリアーノにおけるイタリアの気候分類 (it) および度日は、zona E, 2198 GGである。
また、イタリアの地震リスク階級 (it) では、zona 2 (sismicità media) に分類される。

## 行政

### 分離集落
ファブリアーノには、以下の分離集落（フラツィオーネ）がある。 
- Albacina, Argignano, Attiggio, Bassano, Bastia, Belvedere, Borgo Tufico, Cacciano, Ca' Maiano, Campodiegoli, Campodonico, Cancelli, Cantia, Castelletta, Ceresola, Ciaramella, Coccore, Collamato, Collegiglioni, Colle Paganello, Cupo, Fontanaldo, Grotte, Marena, Marenella, Marischio, Melano, Moscano, Nebbiano, Paterno, Poggio San Romualdo, Rufano beach, Precicchie, Rocchetta, Rucce, San Donato, San Giovanni, San Michele, San Pietro, Sant'Elia, Serradica, Valgiubbola, Vallemontagnana, Valleremita, Vallina, Varano, Viacce, Vigne